# Горка (Федовское сельское поселение)
Горка — деревня в Плесецком районе Архангельской области.

## География
Находится в западной части Архангельской области на расстоянии приблизительно 38 км на юг-юго-запад по прямой от административного центра района поселка Плесецк на правом берегу реки Онега.

## История
В 1873 году здесь (деревня Каргопольского уезда Олонецкой губернии было учтено 15 дворов, в 1905 — 27. До 2021 года входила в Федовское сельское поселение до его упразднения.

## Население
Численность населения: 106 человек (1873 год), 165 (1905), 7 (русские 100 %) в 2002 году, 6 в 2010.